# Гладышево (Смоленская область)
Гладышево — деревня в Сычёвском районе Смоленской области России. Входит в состав Вараксинского сельского поселения. Население — 10 жителей (2007 год). 
Расположена в северо-восточной части области в 17 км к северу от Сычёвки, в 12 км западнее автодороги Р134 «Старая Смоленская дорога» Смоленск — Дорогобуж — Вязьма — Зубцов, на берегу реки Осуга. В 4 км севернее деревни расположена железнодорожная станция Осуга на линии Вязьма — Ржев. 

## История
В годы Великой Отечественной войны деревня была оккупирована гитлеровскими войсками в октябре 1941 года, освобождена в марте 1943 года.